# جیسون رضاییان
جیسون رضاییان (زادهٔ ۱۵ مارس ۱۹۷۶) روزنامه‌نگار ایرانی-آمریکایی است. او مدیر دفتر تهران روزنامهٔ واشینگتن پست بود. جمهوری اسلامی ایران رضاییان را به همراه همسرش یگانه صالحی در ۳۱ مرداد ۱۳۹۳ به اتهام جاسوسی دستگیر کرد. صالحی در ۱۴ مهر آزاد شد، ولی رضاییان به زندان اوین انتقال یافت. در ۵ خرداد ۱۳۹۴ دادگاهی غیرعلنی او را به جاسوسی و فعالیت تبلیغی علیه نظام محکوم کرد. رضاییان پس از ۱۸ ماه حبس در ۲۶ دی ۱۳۹۴ به همراه سه آمریکایی دیگر در چارچوب مبادله زندانیان آزاد شد.

## زندگی شخصی
رضاییان در ۱۵ مارس ۱۹۷۶ متولد شد و در شهرستان مارین، کالیفرنیا دوران کودکی‌اش را سپری کرده‌است. پدر او، تقی رضاییان، در سال ۱۹۵۹ از ایران به آمریکا مهاجرت کرده بود و مادرش مری اهل شیکاگو بود. او یک برادر دارد. همسر او یگانه صالحی است که عکاس خبری روزنامه انگلیسی‌زبان نشنال بود و در ابوظبی کار می‌کرد. جیسون رضاییان تابعیت دوگانه ایرانی و آمریکایی دارد.

## بازداشت
رضاییان به عنوان خبرنگار واشینگتن پست در دفتر تهران این روزنامه مشغول به کار بود. او و همسرش یگانه صالحی توسط مقامات ایرانی در ۲۲ ژوئیه ۲۰۱۴ بازداشت شدند. غلامحسین اسماعیلی، رئیس دادگستری استان تهران، چند روز پس از بازداشت رضاییان اظهار داشت که او «برای پاسخ به برخی سوالات بازداشت شده» است.
وزارت امور خارجه ایالات متحده آمریکا، یک هفته پس از بازداشت رضاییان، خواستار آزادی او شد. جن ساکی، سخنگوی این وزارتخانه، از کشور سوئیس خواست تا «به عنوان حافظ منافع آمریکا در ایران، پیگیری پرونده جیسون رضاییان، خبرنگار روزنامه واشینگتن پست و همسرش را بر عهده بگیرد».
مدتی بعد همسر جیسون رضاییان، یگانه صالحی، به قید کفالت آزاد شد. خبرنگار دیگری هم که به همراه این زوج دستگیر شده بود در آن تاریخ آزاد شد. همزمان با آن دویچه‌وله فارسی نوشت: «با وجود گذشت بیش از چهار ماه از بازداشت جیسون رضاییان او هنوز رسماً تفهیم اتهام نشده‌است». این خبرگزاری همچنین ذکر کرد که «او در بخشی از زندان اوین که زیر کنترل سپاه پاسداران ایران است»، نگهداری می‌شود. بنا به گفته دیدبان حقوق بشر، به وکیل او اجازهٔ دفاع و ارتباط با موکلش داده نشده‌است. همچنین بنا به گفتهٔ همین منبع، با اینکه رضاییان توانایی خواندن و نوشتن به زبان فارسی را ندارد، مترجمی هم در اختیار وی قرار داده نشده‌است. همچنین دویچه‌وله نوشت که خبر بازداشت او در رسانه‌های ایرانی بازتاب داده نشده‌است، چرا که اطلاع‌رسانی دربارهٔ زندانیان سیاسی و امنیتی در ایران «ممنوع» است.
سازمان دیدبان حقوق بشر هم در روز ۰۳ دسامبر ۲۰۱۴ اطلاعیه‌ای منتشر کرد و در آن اظهار نگرانی نمود که: «خانواده‌های یگانه صالحی و جیسون رضاییان توسط مقام‌های ایران تحت فشار قرار گرفته‌اند تا با رسانه‌ها گفتگو نکنند و دربارهٔ شرایط بازداشت ادامه‌دار جیسون رضاییان اطلاع‌رسانی نکنند».

## اتهامات
به نوشتهٔ روزنامه مشرق، مهم‌ترین اتهامات ضدامنیتی رضاییان، نفوذ در اماکن مهم دولتی و افشای برنامه‌های «ضد تحریمی ایران» از جمله هویت واسطه‌های تجاری و ماهیت شرکت‌های همکار ایران در پروسه دور زدن تحریم‌ها و جاسوسی از برنامه هسته‌ای ایران است.
روزنامهٔ وطن امروز در ستونی رضاییان را متهم به کارگردانی و پخش ویدئوکلیپ‌هایی چون ترانهٔ خوشحال اثر فارل ویلیامز (که چند نفر در رابطه با آن دستگیر شده بودند) «در راستای حجاب‌ستیزی» کرد. این ستون همچنین رضاییان را متهم به فعالیت برای شورای ملی ایرانیان آمریکا (نایاک) می‌کرد. خبرگزاری فرانسه این اتهامات را «بی‌اساس» می‌خواند.
حمید رسایی نماینده مردم تهران در مجلس اظهار داشت:
جیسون رضاییان جاسوس آمریکایی یکی از وظایفش این بود که درمورد آب شرب تهران تحقیق کند برای اینکه از این طریق بتوانند فشار بیاورند.
یازده تن از نمایندگان مجلس طی تذکری به مصطفی پورمحمدی وزیر دادگستری، کسب اطلاعات وسیع از جیسون رضاییان را باعث نگرانی از خطر نفوذی‌ها و از طرفی باعث اطمینان‌خاطر از هوشیاری و بیداری دستگاه‌ها و سازمان‌های اطلاعاتی و امنیتی دانسته و خواستار اطلاع‌رسانی جامع شده‌اند.
کیفرخواست رضاییان فروردین ماه ۱۳۹۴ از سوی دادستانی تهران صادر شد که وی را به جاسوسی از طریق جمع‌آوری تصمیمات کشوری در خصوص مسائل سیاست داخلی و خارجی و قراردادن آن در اختیار افراد غیر صالح متهم می‌نمود.

## آزادی

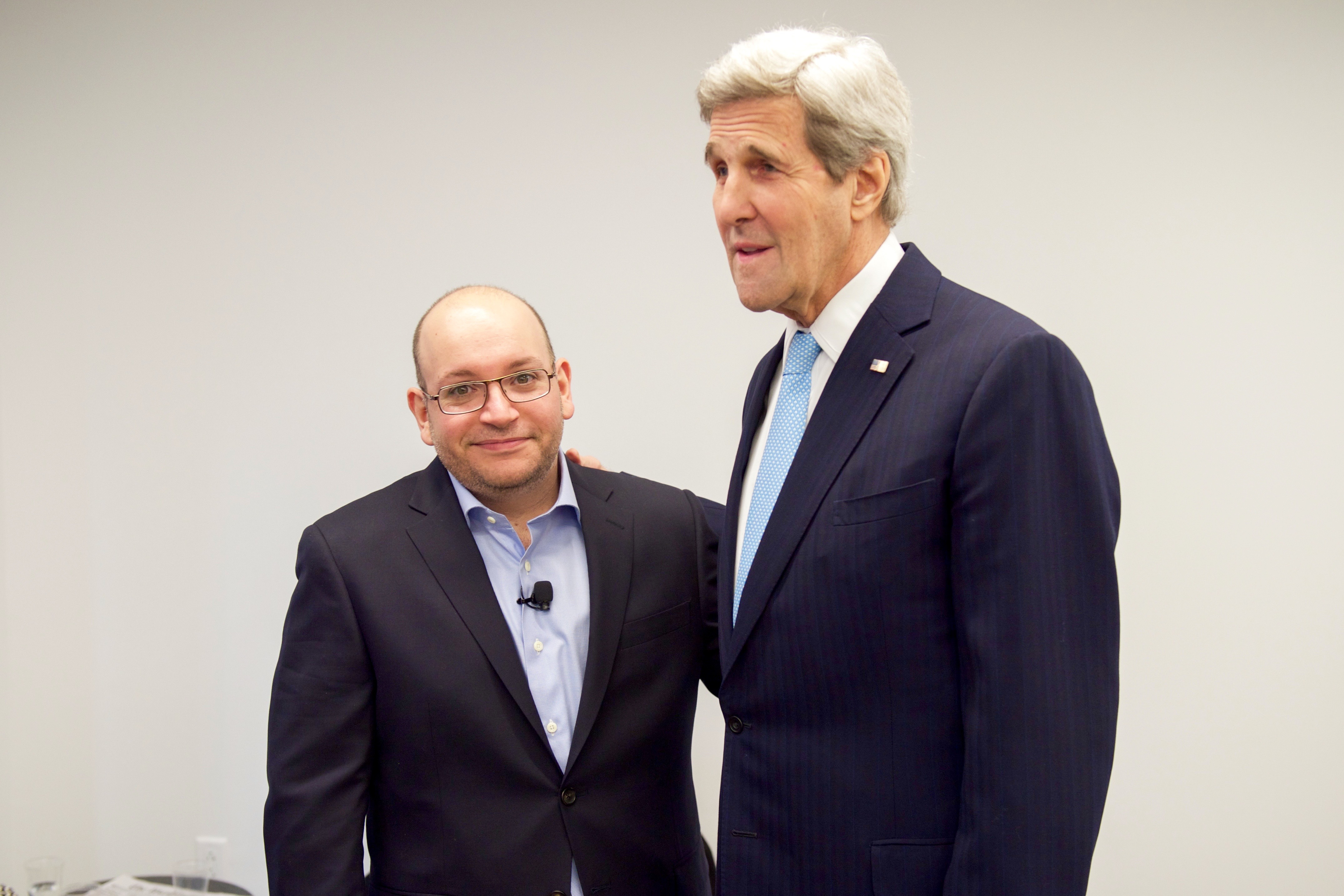
جان کری و جیسون رضاییان

در ۲۶ دی ۱۳۹۴ و همزمان با حضور وزرای خارجه ایران و آمریکا در وین به منظور قرائت بیانیهٔ اجرایی شدن برجام، دادستان تهران اعلام کرد که در راستای مصوبات شورای عالی امنیت ملی و مصالح کلی نظام، چهار زندانی ایرانی دو تابعیتی ظرف روز جاری (شنبه) در چارچوب مبادلهٔ زندانیان آزاد شدند. اسامی چهار زندانی ایرانی-آمریکایی آزاد شده عبارت است از سعید عابدینی، امیر میرزایی حکمتی، جیسون رضاییان و نصرت‌الله خسروی.

### پرداخت ۱٫۷ میلیارد دلاری
آمریکا هم‌زمان با آزادی رضاییان و ۴ نفر دیگر معادل مبلغ ۱٫۷ میلیارد دلار به ایران پرداخت و به‌صورت اسکناس نقد به ایران داد. این مبلغ مربوط به یک پرداخت ۴۰۰ میلیون دلاری ایران به آمریکا برای خرید تسلیحات در دهه ۷۰ میلادی و ۱٫۳ میلیارد دلار سود آن بوده‌است.
اما رضاییان می‌گوید که آمریکا ان مبالغ را در ازای آزادی او نداده بلکه:
این از زرنگی و درایت رئیس‌جمهور اوباما بوده‌است، که وقتی دید براساس حکم دادگاه حل اختلاف بین ایران و آمریکا مجبور به پرداخت بدهی به ایران است آن را زودتر در توافقات مطرح کرد که هزینه کمتری به ایران پرداخت کند و این تنها یک اتفاق بود که پرداخت این هزینه با آزادی من همراه و هم‌زمان شد.

## در رسانه‌ها
شش هفته قبل از دستگیری، رضایی و صالحی در مستند بخش‌های ناشناخته سی‌ان‌ان اثر آنتونی بوردین حاضر شدند و با بوردین در مورد فرهنگ و میراث ایرانی مصاحبه کردند.
در خرداد و تیر ۱۳۹۸ مجموعه تلویزیونی گاندو با موضوع فعالیت‌ها و دستگیری وی از شبکه سه تلویزیون ایران پخش شد. در این سریال وی مایکل هاشمیان نامیده شده و نقش او را پیام دهکردی ایفا می‌کند. در این فیلم سکانس‌های جنجالی پیرامون شخصیت اول داستان و دولت حسن روحانی از جمله اصرار وزارت خارجه به آزادی وی دیده می‌شود. هرچند سخنگوی وزارت خارجه دولت حسن روحانی معتقد است که منطبق با واقعیت نیست.